# Stora Sörlidtjärnen
Stora Sörlidtjärnen är en sjö i Bodens kommun i Norrbotten och ingår i Luleälvens huvudavrinningsområde.